# Gigantes de Carolina 2010 (pallavolo femminile)
Questa voce raccoglie le informazioni riguardanti le Gigantes de Carolina nella stagione 2010.

## Organigramma societario
Area direttiva
- Presidente: Vanessa Negrón

Area tecnica
- Allenatore: Arcángel Ruiz
- Assistente allenatore: Felipe Ralat
- Preparatore atletico: Cuto Ayala
- Scoutman: Iván Rodríguez

Area sanitaria
- Fisioterapista: José Rafael Ubiñas

## Rosa
| N° | Nome                | Ruolo | Data di nascita   | Nazionalità sportiva |
| -- | ------------------- | ----- | ----------------- | -------------------- |
| 1  | Daniela Bertrán     | S     | 29 gennaio 1986   | Porto Rico           |
| 2  | Lourdes Isern       | L     | 15 settembre 1978 | Porto Rico           |
| 3  | Xaimara Colón       | L     | 11 settembre 1988 | Porto Rico           |
| 4  | Tatiana Encarnación | S     | 28 luglio 1985    | Porto Rico           |
| 5  | Vanessa Vélez       | S     | 29 agosto 1986    | Porto Rico           |
| 7  | Madeline González   | P     | -                 | Porto Rico           |
| 8  | Carolina García     | S     | -                 | Porto Rico           |
| 9  | Monica Morales      | C     | -                 | Porto Rico           |
| 10 | Karla Echenique     | P     | 16 marzo 1986     | Rep. Dominicana      |
| 11 | Jessica Jones       | C     | 15 novembre 1986  | Stati Uniti          |
| 12 | Lilliana Denoon     | C/O   | 5 luglio 1972     | Porto Rico           |
| 13 | Grace Salado        | C     | 7 maggio 1990     | Porto Rico           |
| 14 | Kathleen Olsovsky   | S/O   | 1º marzo 1982     | Stati Uniti          |

## Statistiche

### Statistiche di squadra
| Competizione | Punti | In casa | In casa | In casa | In trasferta | In trasferta | In trasferta | Totale | Totale | Totale |
| Competizione | Punti | G       | V       | P       | G            | V            | P            | G      | V      | P      |
| ------------ | ----- | ------- | ------- | ------- | ------------ | ------------ | ------------ | ------ | ------ | ------ |
| LVSF         | 31    | -       | -       | -       | -            | -            | -            | 28     | 10     | 18     |
| Totale       | -     | -       | -       | -       | -            | -            | -            | 28     | 10     | 18     |

G = partite giocate; V = partite vinte; P = partite perse